# Sierosławek
Sierosławek – wieś w Polsce położona w województwie kujawsko-pomorskim, w powiecie świeckim, w gminie Drzycim.
W latach 1975–1998 miejscowość administracyjnie należała do województwa bydgoskiego. Według Narodowego Spisu Powszechnego (III 2011 r.) liczyła 58 mieszkańców. Jest czternastą co do wielkości miejscowością gminy Drzycim. W parku wiejskim rośnie Lipa drobnolistna o obwodzie 345 cm, uznana w roku 1993 za pomnik przyrody.